# وام!
وام! (به انگلیسی:!Wham، به معنی برخورد شدید)، یک گروه موسیقی انگلیسی بود که توسط جرج مایکل و اندرو ریجلی در اوایل دههٔ هشتاد میلادی تشکیل شد. این گروه، به دلیل تشابه اسمی با گروهی به همین نام در ایالات متحده، برای مدت کوتاهی در این کشور به نام وام! یو کی (به انگلیسی: Wham! UK) مشهور بود. وام! از سال ۱۹۸۲ تا ۱۹۸۶، در مجموع در سراسر جهان، بیش از ۳۰ میلیون نسخه به فروش رساند.
خوانندگان گروه، از دوستان دوران دبیرستان بودند که در ابتدا در یک گروه آماتور به نام اگزکیتیو (به انگلیسی: Executive) می‌خواندند؛ ولی مدّتی بعد از گروه جدا شدند و وام! را تشکیل دادند. در این گروه، مایکل نقش اصلی را به عنوان آهنگساز، تهیه‌کننده، خواننده و گاهی نوازنده بر عهده داشت.
وام! در سال ۱۹۸۶ و پس از پنج سال فعالیت، به کار خود پایان داد. دلیل انحلال گروه، اختلاف نظر مایکل و ریجلی در مورد نحوهٔ ساخت آهنگ‌ها بود. مایکل بر خلاف ریجلی مایل به ساخت آهنگ‌های پیچیده‌تری بود که از حال و هوای نوجوانی فاصله داشته باشند. آن دو در بهار ۱۹۸۶ انحلال گروه را اعلام کردند. به این مناسبت یک آلبوم خداحافظی تحت عنوان آخرین (به انگلیسی: The final) منتشر کردند که بسیار مورد استقبال قرار گرفت. این آلبوم شامل آهنگی به نام حاشیهٔ بهشت (به انگلیسی: The edge of heaven) بود که در ژوئن ۱۹۸۶ در صدر پرمخاطب‌ترین آهنگ‌های ماه قرار گرفت.